# ルイ・ウェルチ
ルイ・ウェルチ（英語：Louie Welch、1918年12月9日 – 2008年1月27日）は、アメリカ合衆国の政治家。第54代ヒューストン市長を務めた。

## 生い立ち
1918年12月9日にテキサス州フロイド郡ロックニーで誕生した。父のギルフォード・エドガー・ウェルチは自動車整備士で、母のノラ・シャックルフォードは家族が通っていたキリスト教会で聖書研究を教えていた。
高校では討論クラブに入り、上級クラスの学級会長を務めた。文学や詩を好み、一生を通じての趣味であった。こうした古典文学に造詣が深い事が機転が利き、独裁的な性格に影響していると言われる。また政治家として皮肉で知られた。小柄で皮肉屋な事からトラブルも多かったが、人気も高かった。アビリーンクリスチャン大学に入学すると、チアリーダーやファイ・デルタ・プサイ・ソーシャルクラブに所属した。1940年に歴史学士を取得した。1940年12月17日にイオーラ・フェイ・キュアとホーマー・ヘイリーで結婚した。

## 市議会
ライオンズクラブの仲間の説得でヒューストン市議会議員となり、1950年から1952年・1956年から1962年の計4年間に渡って務めた。

## 市長
市長選挙に3回敗北した後で1964年に市長となり、連続5期10年間務めた。市長時代にヒューストンは急成長を遂げ、1963年にヒューストンの人口は100万人以上に達したが、まだ当時の国内の報道機関には小都市と見なされていた。しかし1965年のリライアント・アストロドーム、1969年のジョージ・ブッシュ・インターコンチネンタル空港開設により、アメリカ合衆国だけで無く、世界的大都市へと成長した。NASAはヒューストンのジョンソン宇宙センターから月に人を送った。水の供給の為、コンロー湖とリビングストン湖を開いた。また40の非効率的な下水処理場を閉鎖し、バイユーの美化に力を入れ、ヒューストン運河の清掃活動を始め、ザ・ダウンタウン・シビック・センターの開発を開始した。主にアフリカ系アメリカ人地域などと問題を抱えていたが、全地区において勝利した最初のヒューストン市長であったことが特筆される。ヒューストンは1973年に市長を退職した2年後の1975年にはデトロイトを抜いて全米5番目で、1980年の秋には4番目の大都市となった。

## 論争
1967年の市長時代にテキサスサザン大学の黒人の学生たちと警察との間で2日間に及ぶ戦いが勃発した。警官が1名建物の屋上からの学生の狙撃で死亡し、多くの学生が逮捕された。これにより行政とヒューストンのアフリカ系住民の間に大きな亀裂が発生した。数年後ウェルチは人種差別問題は未だに悩みの種であるが、一番の関心事は警官の死とその警官の家族の思いであることを認めた。
1985年初頭に市職員の同性愛者に対する雇用保護権延長反対派のリーダーであった。現職市長のキャシー・ウィットマイア（1982年から在任）の対抗馬として、ヒューストン市長選挙に出馬した。いくつかの発言は市内のゲイ社会を混乱させた。ヒューストン・GLBT・ポリティカル・コーカスはウィットマイアを支持していた。最終的にウィットマイアに敗北し、彼女は1990年代初頭まで市長を続けた。

## その他
アメリカ市長会議会長（1972年から1973年）や全米都市連盟副会長（1970年から1973年）を務めた。1973年に次の市長選挙に立候補しないことを決めた。1974年、ヒューストン商工会議所（現在のグレーター・ヒューストン・パートナーシップ）会頭となった。ルイ・ウェルチ・アンド・アソシエイツ社長でもある。

## 死
2008年1月27日にハリス郡北部の自宅で肺ガンにより死亡した。この時点で妻のヘレン・5人の子供・17人の孫・4人の継子と4人のステップ・グランドチルドレンがいた。